# Эпизод
Эпизо́д (греч. ἐπεισόδιον — вставка):
1. Отдельное небольшое событие, происшествие.
2. Составная часть сюжета литературного произведения или кинофильма, имеющая самостоятельное повествовательное значение. Эпизод связан с основной темой сочинения

## Примеры
Из знаменитых классических эпизодов, прославивших заключающие их произведения, особенно выдаются прощание Гектора и Андромахи и похороны Патрокла в «Илиаде», рассказ о Троянском коне или о дружбе Ниса и Эвриала в «Энеиде», встречи с Уголино и Франческой да Римини в «Божественной комедии», сады Армиды в «Освобождённом Иерусалиме».
Современное значение термина «эпизод» в значительной степени потеряло свою определённость; однако обычное словоупотребление позволяет назвать эпизодом, например, рассказ Мармеладова в «Преступлении и наказании» Достоевского, записки старца Зосимы в «Братьях Карамазовых», визит молодёжи к Фомушке и Фимушке в «Нови» Тургенева, путешествие Онегина по России в «Евгении Онегине» и т. п.
Драма, строго подчинённая закону непрерывного развития, не даёт места для эпизода, но они возможны в комедии нравов, где они замедляют действие, но способствуют характеристике положения. Сплошь из эпизодов состояли пьесы, называемые по-французски pièces a tiroir, лишённые интриги и составленные из сменяющихся и слабо скреплённых между собой эпизодов.
В серии фильмов «Звёздные войны» «эпизодами» называются отдельные фильмы.